# Wężojad celebeski
Wężojad celebeski (Spilornis rufipectus) – gatunek ptaka drapieżnego z rodziny jastrzębiowatych (Accipitridae). Jest endemiczny dla wyspy Celebes i sąsiednich mniejszych wysp. Nie jest zagrożony wyginięciem.
SystematykaTakson ten był przez niektórych autorów uznawany za podgatunek wężojada czubatego (S. cheela). Wyróżnia się dwa podgatunki S. rufipectus:
- S. r. rufipectus Gould, 1858 – Celebes
- S. r. sulaensis (Schlegel, 1866) – Wyspy Banggai i Wyspy Sula (u wschodnich wybrzeży Celebesu)

MorfologiaPlecy wężojada celebeskiego mają ciemnobrązowe upierzenie, głowa i kark – rdzawożółte. Policzki są ciemnoszare, szyja czarna, klatka piersiowa rdzawoczerwona, brzuch ciemnobrązowy z białymi plamkami i pasami. Również ogon ma barwy bieli i brązu. Nogi, dziób i oczy są żółte. Osobniki tego gatunku osiągają długość 46–54 cm, a rozpiętość ich skrzydeł wynosi 105–120 cm.
Ekologia i zachowanieWężojady celebeskie żyją głównie w lasach. Spotykane są od poziomu morza do ponad 1000 m n.p.m., ale najczęściej w przedziale wysokości 205–850 m n.p.m. Żywią się gryzoniami, wężami i jaszczurkami. Okres godowy trwa prawdopodobnie od stycznia do kwietnia.
StatusMiędzynarodowa Unia Ochrony Przyrody (IUCN) uznaje wężojada celebeskiego za gatunek najmniejszej troski (LC – least concern) nieprzerwanie od 1988 roku. Trend liczebności populacji uznaje się za stabilny.